# Hartmut Rosenau
Hartmut Rosenau (* 6. September 1957 in Stipshausen) ist ein evangelischer Theologe.

## Leben und Beruf
Er besuchte von 1964 bis 1967 die Evangelische Johann-Hinrich-Wichern-Schule (Volks- bzw. Grundschule) in Krefeld und von 1967 bis 1977 das neusprachliche Gymnasium am Moltkeplatz. Parallel zum Besuch des Gymnasiums von 1975 bis 1977 lernte er an der Jugendmusikschule in Krefeld im Rahmen einer studienermöglichenden Fachausbildung die Fächer klassische Gitarre, Querflöte, Orchester und Musiktheorie. Von 1977 bis 1982 studierte Rosenau evangelische Theologie, Philosophie und  Erziehungswissenschaften an der Bergischen Universität – Gesamthochschule Wuppertal mit dem Abschluss des Ersten Staatsexamens für das Lehramt an der Sekundarstufe II. Von September 1979 bis August 1982 war er studentische Hilfskraft und Tutor bei Ulrich Browarzik. Als Wissenschaftliche Hilfskraft und Tutor bei Ulrich Browarzik (September 1982 – März 1985) fertigte er eine Dissertation zum Thema Die Differenz im christologischen Denken Schellings, die 1985 den 1. Förderpreis der Gesellschaft der Freunde der Bergischen Universität erhielt.
Von 1982 bis 1984 förderte die Studienstiftung des deutschen Volkes Rosenau als Promotionsstipendiat. Am 18. Oktober 1984 wurde er zum Dr. phil. promoviert. Als wissenschaftlicher Assistent in Wuppertal bei Martin Schloemann (April 1985 – September 1994) fertigte er eine Habilitationsschrift zum Thema Allversöhnung. Ein transzendentaltheologischer Grundlegungsversuch, vorgelegt der Theologischen Fakultät der Philipps-Universität Marburg. Am 12. Juli 1991 habilitierte er im sich Fach Systematische Theologie. Am 16. Oktober 1991 wurde er zum Privatdozenten für Systematische Theologie ernannt. Von 1991 bis 1994 vertrat er Professuren und hatte Lehraufträge für Systematische Theologie an den Universitäten Marburg, Wuppertal und Hamburg. Von Oktober 1994 bis September 2000 lehrte er als Universitätsprofessor Evangelische Theologie / Systematische Theologie an der Gerhard-Mercator-Universität Duisburg. Seit Oktober 2000 lehrt er als Universitätsprofessor für Systematische Theologie mit dem Schwerpunkt Dogmatik und Direktor am Institut für Systematische Theologie an der Christian-Albrechts-Universität Kiel. Von 2001 bis 2011 war er neben dem Rechtsmediziner Hans-Jürgen Kaatsch Sprecher des dortigen interfakultären Zentrums für Ethik. Am 27. November 2005 wurde er im Dom zu Schleswig zum Pastor im Ehrenamt (Universitätskirche der Christian-Albrechts-Universität Kiel) der Nordelbischen Evangelisch-Lutherischen Kirche ordiniert. Von Juli 2006 bis Juli 2008 sowie von Juli 2010 bis Juli 2011 amtierte er als Dekan der Theologischen Fakultät. Von Juli 2008 bis Juli 2012 war er Mitglied des Senats der Universität Kiel.
Seit September 2018 ist er als Nachfolger von Christiane Tietz Vorsitzender der deutschsprachigen Sektion der Internationalen Bonhoeffer-Gesellschaft zur Sicherung des Nachlasses und Förderung der Forschung.
Hartmut Rosenau ist bekannt für seine Entwicklung einer sapientialen Theologie.

## Schriften (Auswahl)
- Die Differenz im christologischen Denken Schellings (= Europäische Hochschulschriften. Reihe 23. Band 23). Peter Lang, Frankfurt u. a. 1985, ISBN 3-8204-5637-6, (zugleich Dissertation, Wuppertal 1984).
- Allversöhnung. Ein transzendentaltheologischer Grundlegungsversuch (= Theologische Bibliothek Töpelmann. Band 57). de Gruyter, Berlin u. a. 1993, ISBN 3-11-013738-0, (zugleich Habilitationsschrift, Marburg 1991).
- Fragen ist die Frömmigkeit des Denkens. Biblische Themen aus philosophischer Sicht (= Edition C. Band 456). Brendow, Moers 1996, ISBN 3-87067-627-2.
- Auf der Suche nach dem gelingenden Leben. Religionsphilosophische Streifzüge. Neukirchener Verl.-Haus, Neukirchen-Vluyn 2000, ISBN 3-7975-0002-5.
- als Herausgeber mit Dieter Korczak: Rummel, Ritus, Religion. Ästhetik und Religion im gesellschaftlichen Alltag (= Schriftenreihe praktische Psychologie. Band 25). Neukirchener, Neukirchen-Vluyn 2003, ISBN 3-7887-1989-3.
- als Herausgeber mit Hans-Jürgen Kaatsch und Werner Theobald: Kultur und Religion. Beiträge zu einer Ethik des Dialogs (= Ethik interdisziplinär. Band 9). LIT, Münster 2005, ISBN 3-8258-8394-9.
- Ich glaube – hilf meinem Unglauben. Zur theologischen Auseinandersetzung mit der Skepsis (= Kieler Theologische Reihe. Band 2). LIT, Münster 2005, ISBN 3-8258-8854-1.
- als Herausgeber mit Hans-Jürgen Kaatsch: Wirtschaftsethik. Gesammelte Vorträge zur Ringvorlesung Wirtschaftsethik I/II (= Ethik interdisziplinär. Band 6). LIT, Münster 2006, ISBN 978-3-8258-7863-4.
- als Herausgeber mit Hans-Jürgen Kaatsch und Werner Theobald: Medizinethik (= Ethik interdisziplinär. Band 16). LIT, Berlin u. a. 2008, ISBN 3-8258-1034-8.
- als Herausgeber mit Hans-Jürgen Kaatsch, Friedhelm Taube und Werner Theobald: Ethik der Agrar- und Ernährungswissenschaften (= Ethik interdisziplinär. Band 17). LIT, Berlin u. a. 2008, ISBN 978-3-8258-1467-0.
- als Herausgeber mit Philipp David: Auferstehung. Ringvorlesung der Theologischen Fakultät Kiel (= Kieler Theologische Reihe. Band 10). LIT, Berlin u. a. 2009, ISBN 978-3-643-10139-6.
- Vom Warten – Grundriss einer sapientialen Dogmatik. Neue Zugänge zur Gotteslehre, Christologie und Eschatologie (= Lehr- und Studienbücher zur Theologie . Band 8). LIT, Berlin u. a. 2012, ISBN 978-3-643-11518-8.
- als Herausgeber mit Werner Theobald: Menschenbilder (= Ethik interdisziplinär. Band 19). LIT, Berlin u. a. 2012, ISBN 3-643-11400-1.
- als Herausgeber mit Norbert Heyse: Glauben – Denken – Handeln. Vorträge an der Stadtakademie St. Nikolai Kiel (= Glauben und leben. Band 62). LIT, Berlin u. a. 2013, ISBN 978-3-643-12000-7.
- als Herausgeber mit Philipp David und Aaron Schart: Wagnis und Vertrauen. Denkimpulse zu Ehren von Horst-Martin Barnikol  (= Theologie. Forschung und Wissenschaft. Band 37). LIT, Berlin u. a. 2014, ISBN 978-3-643-12314-5.
- Von der Freiheit eines Christenmenschen. Grundzüge und Aktualität reformatorischer Theologie (= Kieler Theologische Reihe. Band 15). LIT, Berlin u. a. 2017, ISBN 978-3-643-13606-0.